# Strv.103
Strv.103（Stridsvagn 103; ストリッツヴァグン 103）は、スウェーデン陸軍が装備していた主力戦車である。
Stridsvagn S（ストリッツヴァグン S）とも呼ばれ、その訳語からS-Tank（Sタンク）とも呼ばれる。Stridsvagnとは、スウェーデン語で「戦車」を意味する。

## 概要
Strv.103は、他国の第2世代主力戦車に相当する戦車で、楔形の車体に105 mm ライフル砲を直接固定することで車高と前面投影面積を抑えており、主砲に自動装填装置を装備することで車内スペースの高さを最小限としている。
スウェーデンは、国防の方針として武装中立を旨とすることから、本車は自国内での運用を想定し、起伏に富んだ地形を活用する待ち伏せ戦術に順応したものとして開発されている。スウェーデン陸軍はあくまで主力戦車として配備していたものの、砲塔を持たない独特の形状から駆逐戦車、自走砲、突撃砲などと解釈されることもあり、その運用方法や車体のコンセプトは第二次世界大戦の中期から後期にかけての守勢に回ったドイツ国防軍の駆逐戦車にほぼ等しい。

## 開発

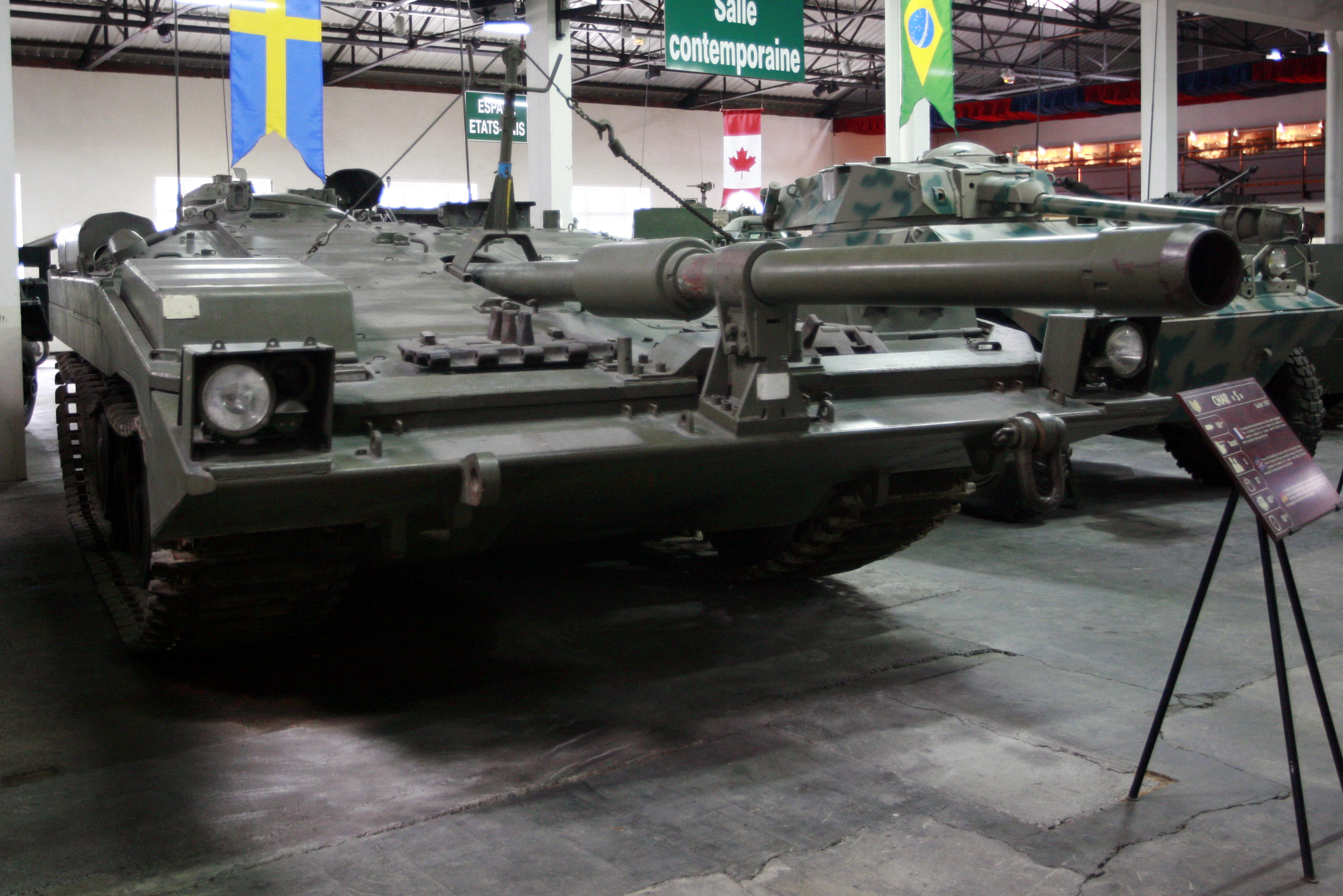
フランスのソミュール戦車博物館における展示車両。前照灯部の形状が微妙に異なる初期型Strv.103A

1950年代中頃、スウェーデン軍はそれまでの主力戦車であったセンチュリオンを更新するため、新型戦車の設計案の入札を行った。これに対してランズベルク社、ボルボ社、ボフォース社の共同体は、155 mm 滑腔砲を搭載した重戦車を提案したが、これは、スウェーデン軍が求めていたものに対しては過大で、費用のかかる選択肢だった。1956年には改めてスウェーデンの軍備局から、被弾面積を抑えるために非常に車高の低い設計案が提案された。
この新たな設計案に基づいて新型戦車の設計が進められ、1958年に微妙に異なる2つの試作車両が完成し、1960年にはスウェーデン軍から10台の追加発注がなされた。最終的な試作車両は翌年の1961年に完成し、Strv.103の名称が決定して1967年より量産が開始され、1971年までに300両が生産された。

## 構造

### 車体

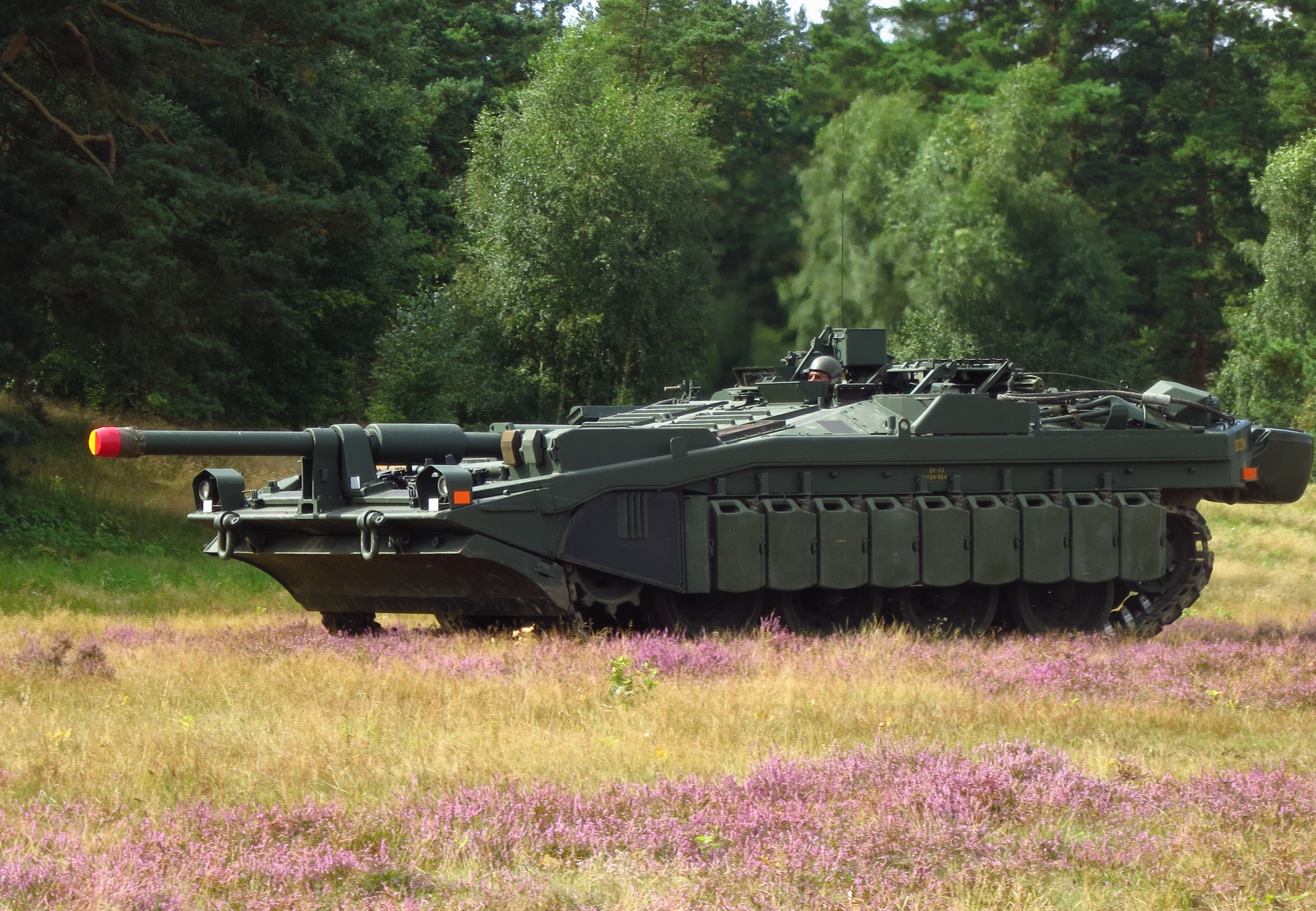
特徴的な低い車高

Strv.103は、戦車としては非常に低い車高により投影面積を減少させて被弾率を減らし、命中した際は鋭角の強い楔形の形態の極めて浅い車体上部の避弾経始で砲弾をはじき、砲弾が車内に侵入した際は乗員区画前に配置されたエンジン区画で食い止めるという設計で防御力を確保する。なおエンジン区画上部には大きなメンテナンスハッチがあり、このハッチは整備作業の都合上重装甲化できず、装甲としては極めて薄いもので、増設・強化することも困難である。前面配置されたエンジンをHEAT（成形炸薬）弾への防御に利用する構想は、イスラエル国防軍のメルカバと共通する。結果として本車の正面上部の防御力はほとんど避弾経始に頼ることになっており、避弾経始の効果が薄いAPFSDSに対する防御力は不十分なものとなっている。
エンジンには、車体右側の出力240 hpのロールス・ロイス K60 ディーゼルエンジンに加え、車体左側に出力300 hpのボーイング 502 ガスタービンエンジンを搭載している。通常はディーゼルエンジンのみで巡航し、路外での高速走行時などの大出力が要求される状況ではガスタービンエンジンを併用して走行する。2種類のエンジンを駆動力として併用する例は、軍用艦艇でCODAGやCODOGといった形式は見られるものの、戦車として実用された例は本車だけである。近年の戦車は搭載するベトロニクスへの電力供給として補助動力装置（発電用の小型エンジン）を備えることもあるが、動力用として複数のエンジンを搭載するのはStrv.103のみである（ルクレールのようにディーゼルエンジンの補助としてガスタービンエンジンが一体化された例はある）。
変速機には、ボルボ社製のダブルディファレンシャル + トルクコンバータ複合型自動変速機が使用されている。前進2段 / 後進2段とシンプルな構造から故障しにくく整備性が高い。
足回りには油気圧式の可変懸架装置を備えた片側4個の大型転輪と片側2個の小型上部支持輪を持ち、履帯は小型でコンパクトな構造ゆえに接地長が短いことを補うためと、冬季に積雪地での行動を容易にするために幅の広いものを使用して接地圧を抑えている。車高が低い上に砲が低い位置で突き出しているため、障害物を乗り越える超堤機動には注意が必要で、履帯の接地長が短いため、地面に掘られた塹壕などを乗り越える超壕性能が通常の戦車に比べてやや低い、との評価があった。

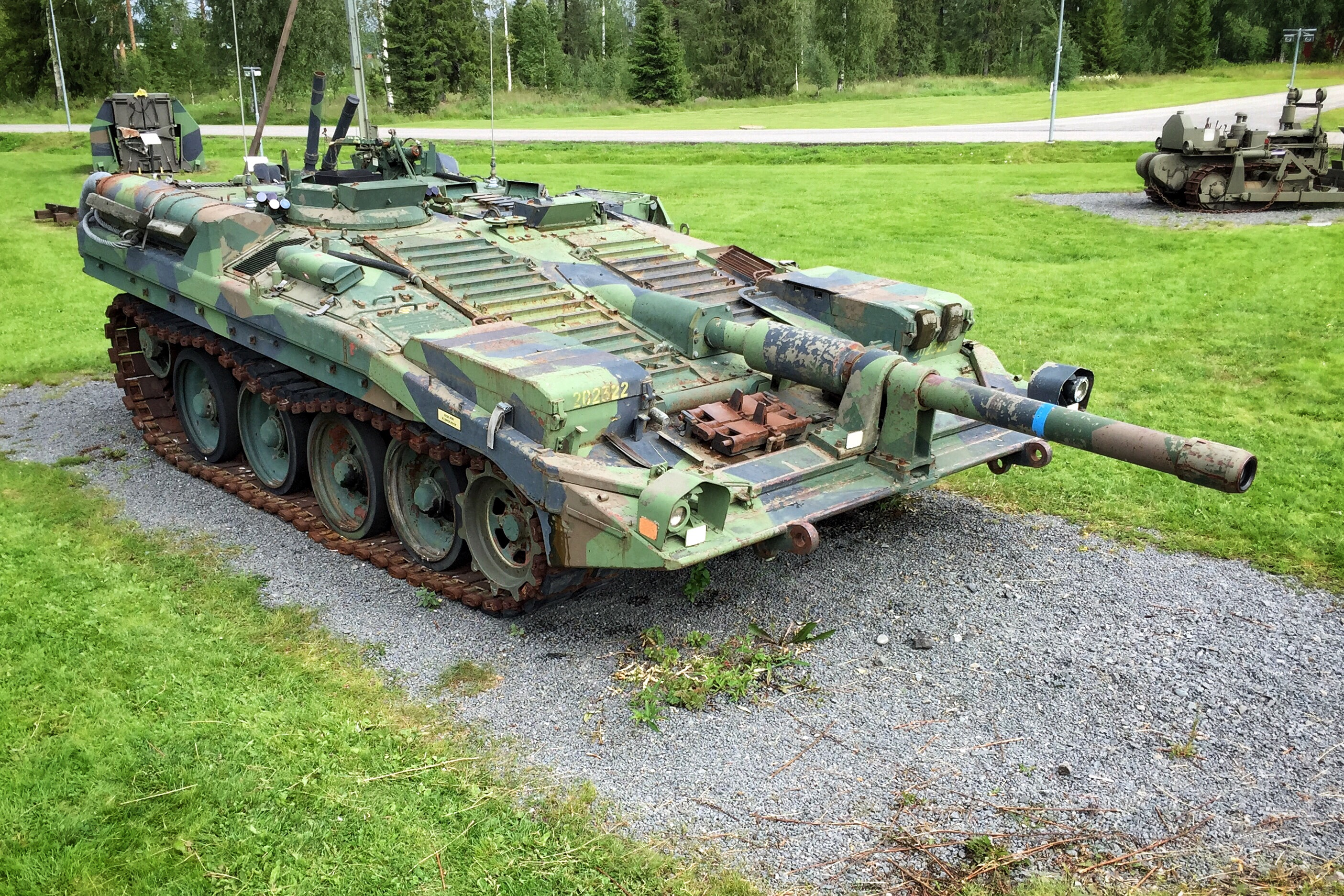
車体上部
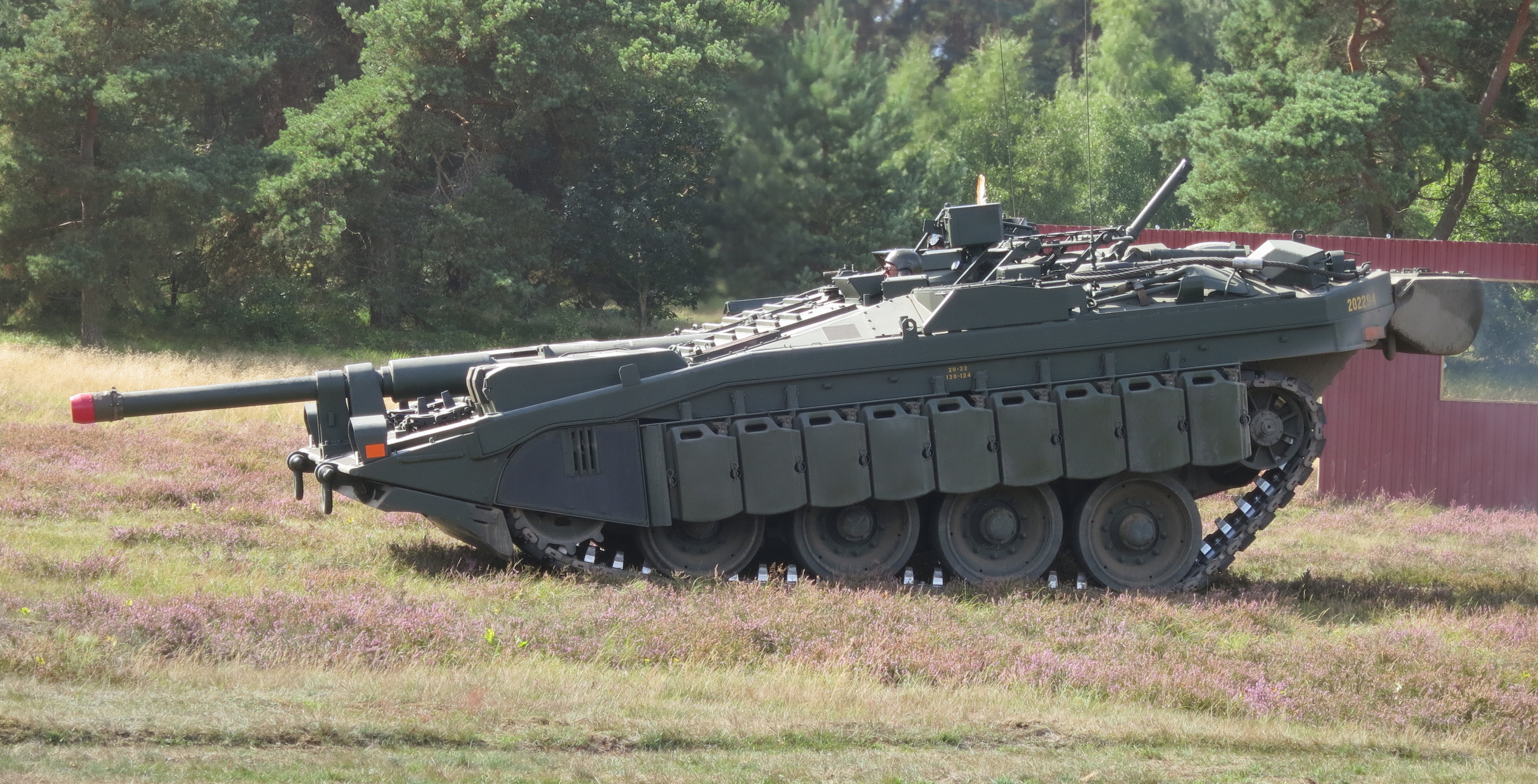
下向き状態
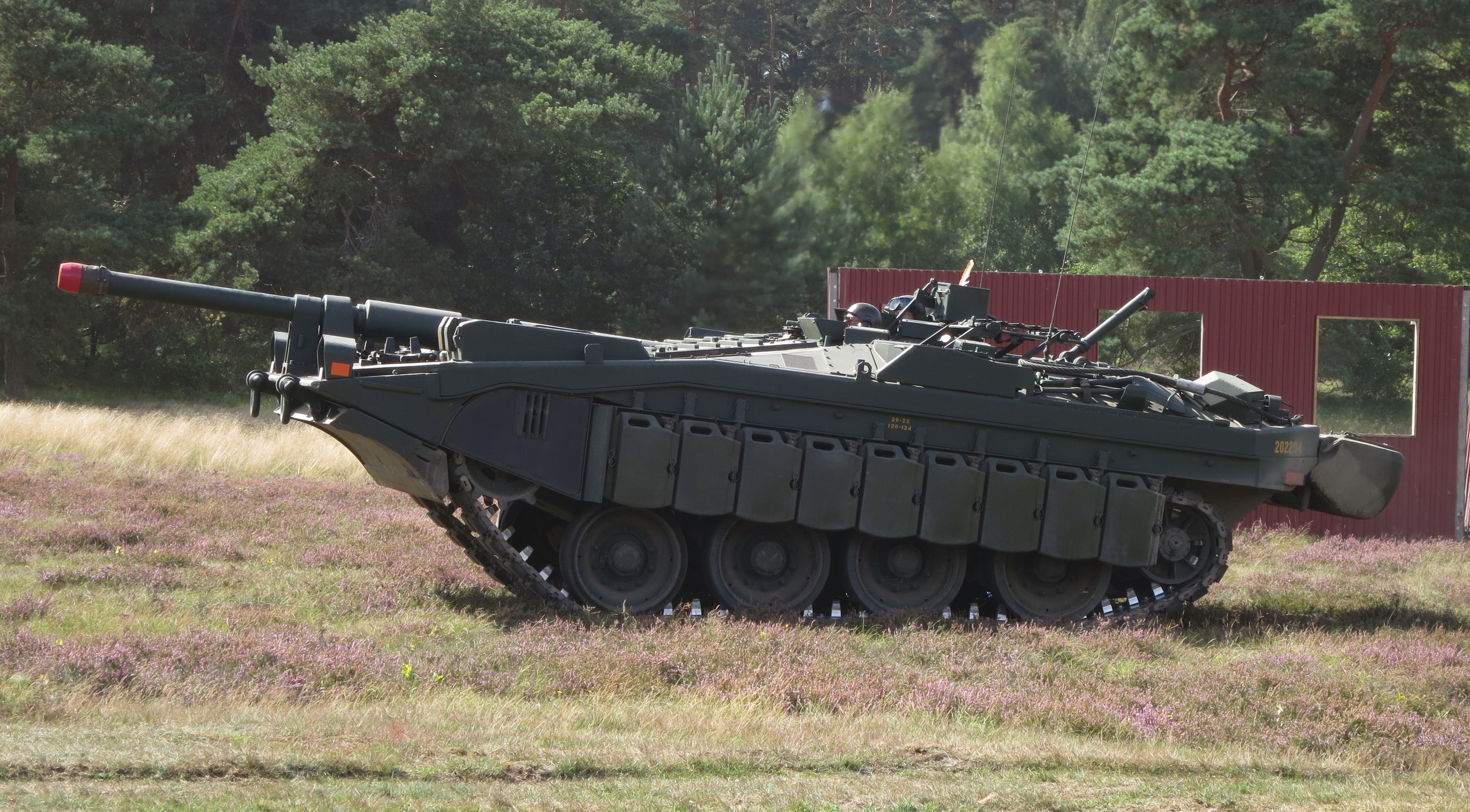
上向き状態

### 武装

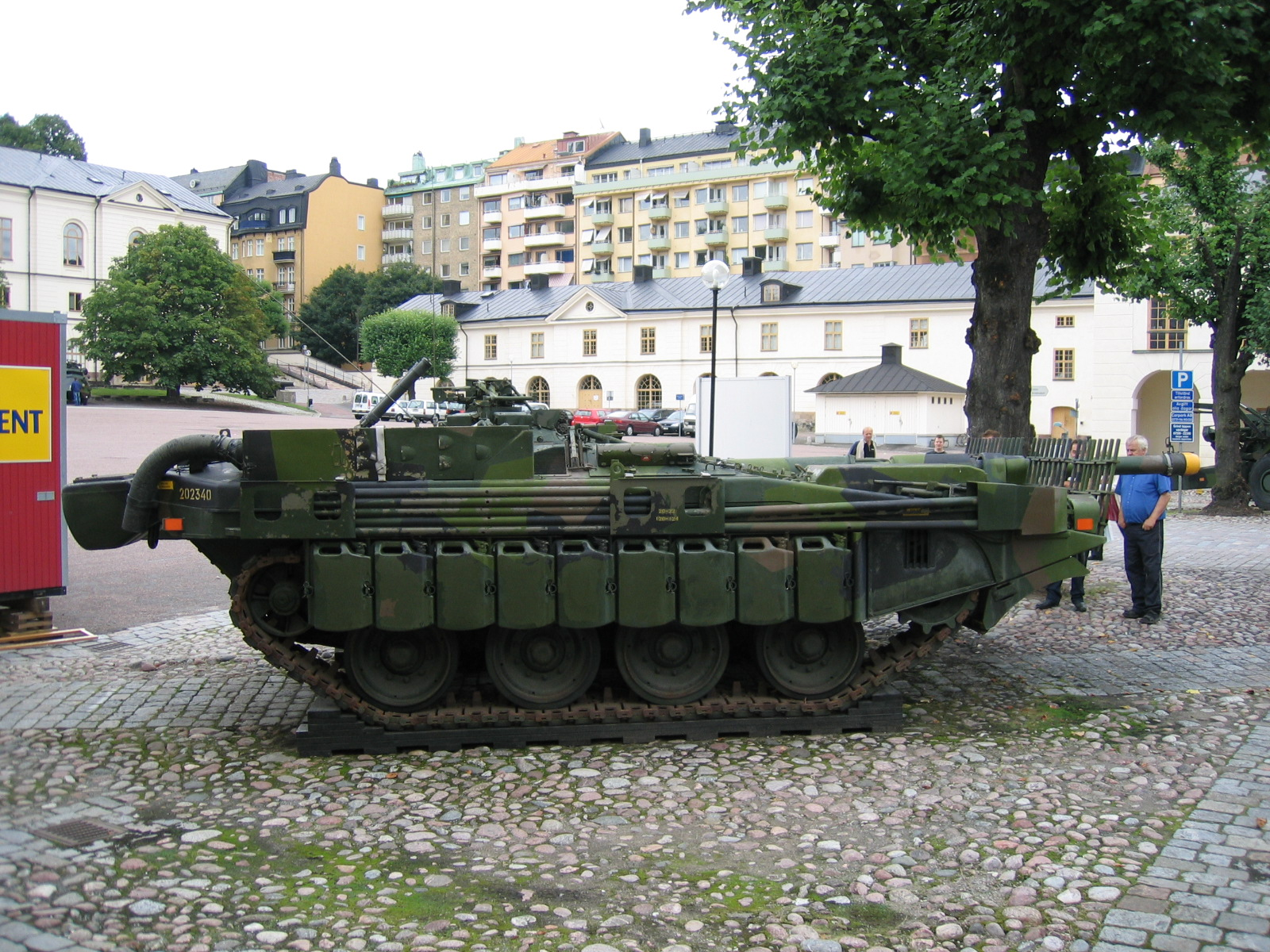
Strv.103C。側面より

主砲は、イギリスのロイヤル・オードナンス社製L7 105 mm 51口径ライフル砲をベースに62口径に長砲身化したもので、L74と呼ばれる。L74は、自動装填装置により最大毎分15発の発射速度を持つ。車体後部に砲尾を挟んで左右に各25発ずつ、合計50発の105 mm 砲弾を収容する弾倉を持ち、車体後部にある2つのハッチを使って装弾される。弾倉に装弾される弾種はAPDS（装弾筒付徹甲弾）25発、HE（榴弾）20発、発煙弾5発とされ、弾倉への装填所要時間は約10分とされる。スウェーデン陸軍では元々使用していたAPDSに代えて、イスラエル製のM111 APFSDS（装弾筒付翼安定徹甲弾）を採用して運用している。
車体前方左側上面には副武装としてKsp.58 7.62 mm 機関銃2丁が収められたボックスが装備されており、もう1丁のKsp.58 7.62 mm 機関銃が車長用潜望鏡脇の銃架に装着されている。
砲手と車長にはOP-1L観測潜望鏡および二軸安定化された双眼照準器が備えられ、砲手用照準器にはSIMRAD社製のLV300 レーザー測遠機が組み込まれている。車長用にはほぼ全周を視認できる視察キューポラが装備されており、車長は、これを使って周囲を捜索する。
主砲は、車体に完全に固定されているために個別に動かすことはできず、照準は車体旋回と独自の油圧式懸架装置による姿勢制御によって車体ごと砲を動かして行う。側面へ攻撃する場合、通常の戦車は砲塔を回転させて対応するが、本車の場合は車体ごと回転する必要があるため、超信地旋回の高速性も重視されている。車体のサイズに比べ履帯の接地部分が少ないこともあり、他国の戦車に比べて早い速度での超信地旋回が可能であり、また、砲の照準に用いる必要性上、精度の高い左右旋回を可能としている。油気圧姿勢制御による砲の俯仰は、-10度から+12度の範囲が可能で、この機構は傾斜地に車体を追従させた射撃を可能にし、開発コンセプトである待ち伏せ戦術に適応した車両になっている。

### 乗員構成
本車は砲塔を持たず、全乗員が車体内に配置されている。車体右側に車長、左側に操縦士、そして、操縦士の後方に背中合わせに通信士が配置されている。
乗員の任務担当は通常の戦車とは異なっており、車体ごと砲を動かす特性から操縦席は火器管制装置を備えており、操縦士が砲手を兼務する。車長席にも火器管制装置と操縦装置が備えられており、車長および操縦士の双方で操縦と戦闘を行うことが可能となっている。通常は操縦士兼砲手が単独で担当し、車長は戦闘指揮に専念する。
砲が車体に固定されているため、後退時に砲塔を後方に向けて戦闘することはできない。そのため、後進時にも前進時と同じだけの戦闘力と機動性を発揮できるよう、前進するのとほぼ同じ速度で後進することができる。車体後方にも後ろ向きに、操縦士席に備えられているものと同様の操縦装置が備えられており、通信士が副操縦士として後進時の操縦を担当する。また、通信士兼副操縦士は、自動装填装置故障時の装填手を兼務する。
自動装填装置を備え、射撃と操縦を前方に向けて配置されている1人のみでこなせる構造から、理論上、乗員1名の状態でも移動と射撃が可能である。

## 発展と改修

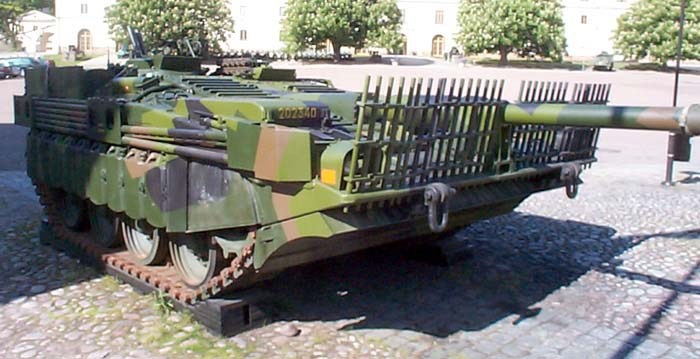
対HEAT弾用防護柵を装着したC型

本車は、当初生産された車両に加えて追加生産が行われ、追加生産された車両からは前線での陣地構築の即応性を考慮に入れて排土板を標準装備とし、水上浮上航行用の防水スクリーンが標準装備された。追加生産車の登場以降、便宜上初期生産型は「A型」、追加生産型は「B型」と呼称されることになった。排土板と水上浮航装置は、B型の生産開始以降A型にも順次追加装備されており、改修後のA型とB型の外観にはほとんど差がない。
1983年からは各部を改修したC型の開発が行われており、翌1984年には改修試作車が完成し、既存の車両への改修作業が進められた。C型は、砲手用照準器のレーザー測遠機をSIMRAD社製のNd-YAG レーザー測遠機に変更し、射撃統制コンピュータをセンチュリオン中戦車の改良型と同じものに換装している。ディーゼルエンジンを出力290 hpのデトロイトディーゼル社製の6V-53T V型6気筒液冷ターボチャージドディーゼルエンジンに換装し、変速機もボフォース社製自動変速機（前進3段/後進3段）に換装している。車体上面にはリラン照明弾発射器が増設され、車体側面に容量22リットル/個の軽油タンクを複数装着することで構成された増加燃料庫兼用のサイドスカートを装着し、車体前端に対HEAT弾用の柵状装甲を装備する事により生残性の向上を図っている。A型およびB型の全車両はC型へと改修されている。
C型を更に改良したものとして、運用ソフトウェアを新規更新し、全天候対応型サーモグラフィー式暗視装置を搭載したD型が開発され評価運用されたが、制式採用および既存車両への改修はなされなかった。一両のみの試作車は「スウェーデン陸軍機甲部隊博物館」で展示されている。

## 評価
本車は、独自の開発目標を独自の構造により実現したものだったが、砲塔を持たない構造から移動しつつ側面を攻撃するような行進間射撃は不可能、車高の低さから見通し範囲が狭く周辺視察能力が不足する、車体高の低さや履帯の接地長の短さから路外走行性能にやや難がある、自動装填装置や2系統のエンジン、特殊油気圧式懸架装置を持つ複雑な構造にもかかわらず乗員が3名しかいないために野戦整備の負担が高いなどの問題があった。
後継として、同じコンセプトを発展させた車両である、重量55トン、自動装填装置付き140 mm 滑腔砲および40 mm 機関砲を装備するStrv.2000の開発が1984年より開発されたが、コストの面から開発計画は1994年には中止され、スウェーデン陸軍はStrv.103の後継としては通常形式のドイツ製戦車であるStrv.121（レオパルト2A4）およびStrv.122（レオパルト2A5改）を導入し、Strv.103は全車が退役した。

## 各形式及び派生型
Strv.103A
最初の量産型。初期の生産車は、前照灯の形状がそれ以後のものとは異なっている。
B型の生産開始以降、A型の既存車は全てB型仕様に改修された。
Strv.103B
追加生産型。車体前面下部に排土板を装備とし、水上浮上航行用の防水スクリーンを装備する。
Strv.103C
照準装置と射撃管制装置、エンジンおよびトランスミッションを新型のものに換装し、増加燃料タンク兼用のサイドスカートを装着した近代化改修型。既存のA型およびB型は全車がC型に改修された。

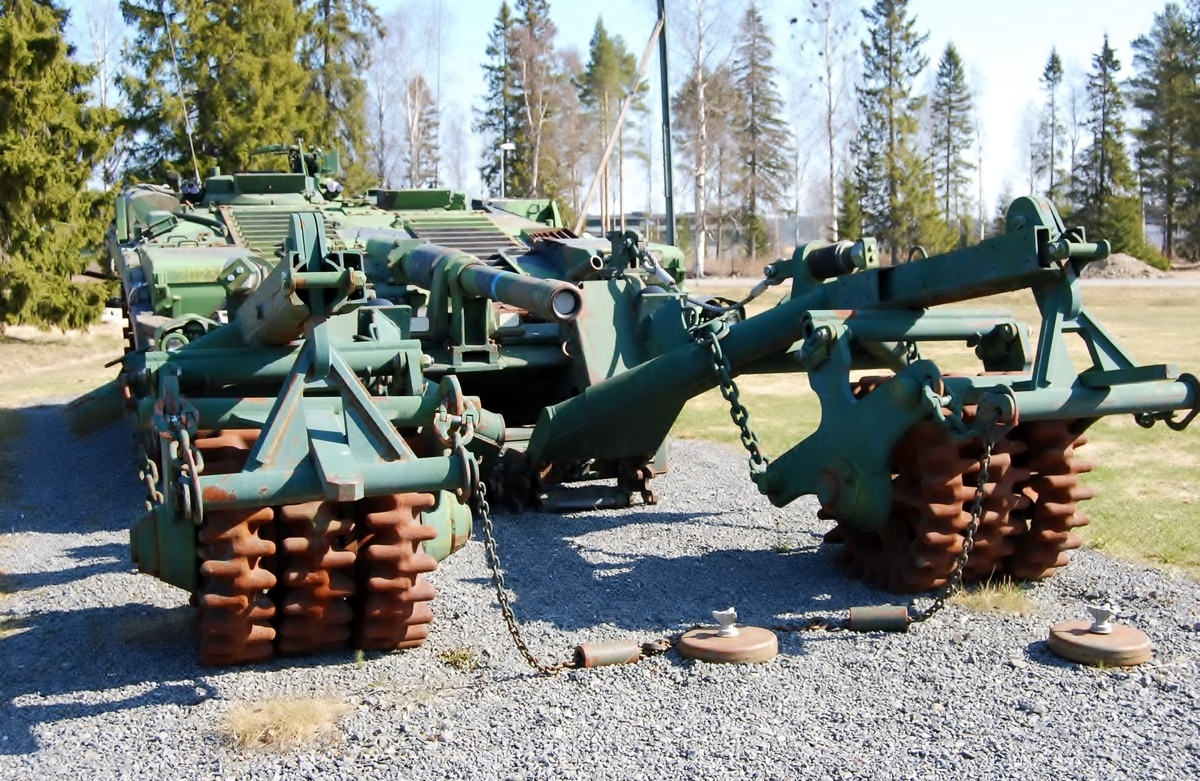
地雷処理ローラーを装着した Strv.103C（前面）
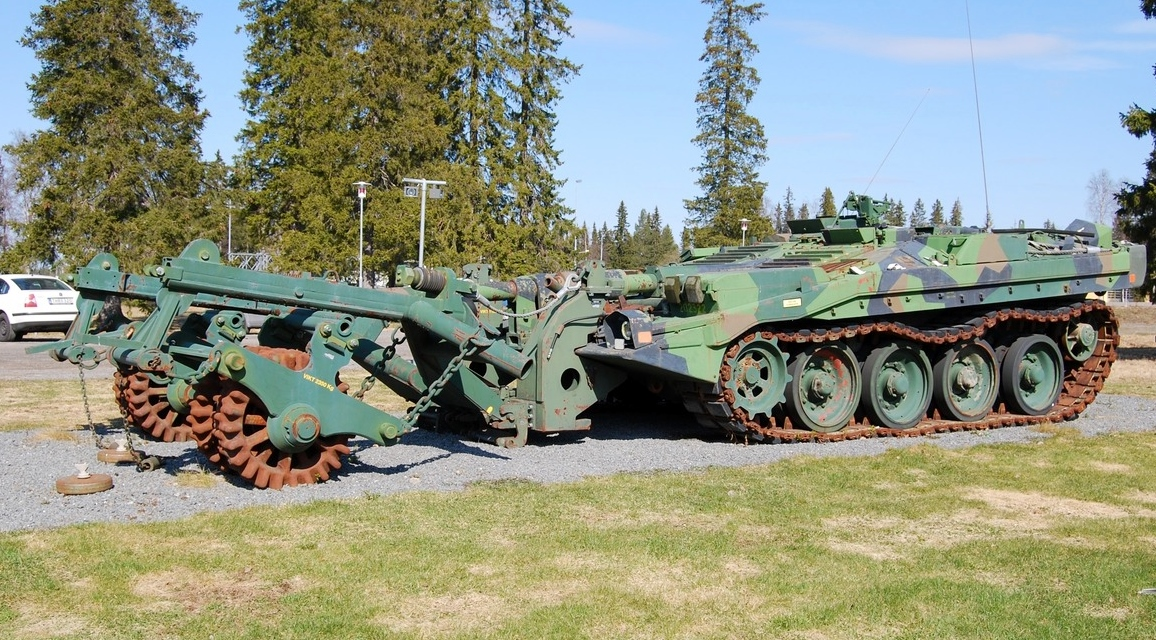
地雷処理ローラーを装着した Strv.103C（側面）

Strv.103D
C型の暗視装置他を改修した能力向上型。C型より1両のみ改造。

### VEAK 40
Lvkv VEAK 40（Luftvärns artilleri kanonvagn VEAK 40）とも呼ばれる、Strv.103のエンジンおよびトランスミッションと走行装置を流用した車体を持つ自走式対空砲。"VEAK 40"とは「Vagn, Eldledning, AutomatKanon, 40 mm」の略で、スウェーデン語で「射撃管制装置付機関砲搭載自走砲、40ミリ型」を意味する。
走行装置およびエンジンは同一だが、Strv.103とは形状の異なる車体を持ち、重量は29トン、最高時速60 km/h。装甲厚は5–15 mm。車体後半部に40 mm 連装機関砲と対空レーダーを装備した多面体構成の大型回転砲塔を搭載している。操縦席は車体ではなく砲塔左側前部にあり、乗員は3名（車長/砲手/操縦士）で、全乗員が砲塔内に配置される方式であった。Strv.103と同じく油気圧式可変懸架装置を備えるが、全体車高の上下が可能なのみで、Strv.103のような前/後傾機構はない。
Strv.103と並行して1960年より開発計画が開始され、ランズベルク社が開発主体として選定された。1962年には試作車の製作を開始したが、車格的に軍が当初要求していた「自車のみで目標の捜索/評定が可能で、独立した全天候対空戦闘が可能なもの」という性能を達成する事が可能なレーダー（波長3 cm、捜索範囲：周囲20 km / 高度10,000 mのものが搭載される予定であった）と情報処理装置を搭載することが難しく、要求性能は「目標情報は別個の広域捜索レーダーより伝達され、その情報に従い自車は目標追尾と射撃照準のみを行う」ものに下方修正された。新たな車載レーダーはエリクソン社が開発を担当したが、これも砲塔にレーダーアンテナと情報処理装置を搭載することが重量的に難しく、最終的には射撃照準のみが可能な小型のものが搭載され、このレーダーは旧式で捕捉範囲が非常に短かった。
1964年には試作1号車が完成したが、開発当初に予定した全天候射撃性能を発揮することが不可能になった上、開発に想定以上の期間と費用を要し、1両あたりの価格が予定した配備数を調達することが難しいものとなる、と結論された。「高度な射撃管制装置と大口径機関砲を備えた自走対空砲」というもの自体に対する費用対効果も疑問視され、量産は行われず試作のみに終わった。

## 登場作品

### ゲーム
『World of Tanks』
先行量産型がスウェーデン駆逐戦車Strv 103-0として開発可能。また、追加生産型がスウェーデン駆逐戦車Strv 103Bとして開発可能。
『WarThunder』
通常車両にStrv103A、Strv103Cが、プレミアム車両としてStrv 103-0が登場している。ゲーム中でも扱いは主力戦車となっている。
本車両をベースにしたVEAK 40も自走対空砲として使用可能。

## 備考
田宮模型が“S”バルカン戦車と愛称を付けてプラモデルを販売していた。